# Шин Хен Мун
Шин Хен Мун (1911 год, Сончжин, провинция Хамгён-Пукто, Корея — 1961) — колхозник, председатель колхоза «Дальний Восток», Герой Социалистического Труда (1948).

## Биография
Родился в 1911 году в городе Сончжин, Корея. В 1918 году его семья переехала в Россию в Приморский край. После депортации корейцев с Дальнего Востока была на спецпоселении в Талды-Курганской области Казахской ССР. С 1937 года работал бригадиром полеводческой бригады в колхозе «Дальний Восток» Каратальского района Талды-Курганской области. Позднее был избран председателем правления колхоза «Дальний Восток».
В 1946 году руководимый Шин Хен Муном колхоз собрал 15,4 центнера пшеницы при плане 8,3 центнера и 264 центнера сахарной свеклы при плане 235 центнеров, за что он был награждён Орденом «Знак Почёта» и Медалью «За доблестный труд в Великой Отечественной войне 1941—1945 гг.». В 1947 году колхоз собрал с площади 1152 гектаров по 20 центнеров пшеницы при плане 10,3 центнеров. За эти успехи в работе Шин Хен Мун был удостоен в 1948 году звания Героя Социалистического Труда.

## Память
- Именем Шин Хен Муна названа улица в селе Ескельды Каратальского района Талды-Курганской области Казахстана[1].

## Награды
- Орден «Знак Почёта» (1946);
- Медаль «За доблестный труд в Великой Отечественной войне 1941—1945 гг». (1946);
- Герой Социалистического Труда — Указом Президиума Верховного Совета от 28 марта 1948 года.
- Орден Ленина (1948).